# Debi A. Monahan
Debi A. Monahan (* vor 1967) ist eine ehemalige Schauspielerin.

## Leben
Monahan trat von Mitte der 1980er- bis Mitte der 2000er-Jahre in etlichen Fernsehserien als Gastdarstellerin auf, so etwa in Mr. Belvedere (1987–1988), Eine schrecklich nette Familie (1988), Harrys wundersames Strafgericht (1989–1990), Rachel Gunn, Oberschwester (1992), Star Trek: Deep Space Nine (1998), Chicago Hope – Endstation Hoffnung (1999), Star Trek: Raumschiff Voyager (2000) und Practice – Die Anwälte (2003).
Sie spielte 1988 die Bea Haven in William Hales Fernsehfilm Liberace – Ein Mann und seine Musik. Ein Jahr später erschien sie an der Seite von Brandon Lee als Alissa in BJ Davis’ Kinoactionfilm Laser Mission. 1991 folgte ein weiterer Leinwandauftritt als Nancy Mercer in Wolfgang Petersens Thriller Tod im Spiegel. Sie spielte auch eine kleine Rollen in dem 1992 veröffentlichten Fernsehfilm Dick van Dyke: Das Mörderhaus von Christian I. Nyby II und in Jon Purdys Direct-to-Videofilm Dillinger und Capone von 1995. Im Jahr 2000 war sie als Deb O’Reilly in Glenn Klinkers Film Yup Yup Man zu sehen. Monahans Filmografie umfasst mehr als 30 Einträge. Seit 2003 trat sie nicht mehr als Schauspielerin in Erscheinung.

## Filmografie (Auswahl)
- 1984: California Cops (1st & Ten, Fernsehserie, eine Folge)
- 1987, 1988: Mr. Belvedere (Fernsehserie, zwei Folgen)
- 1987, 1990: Die Tracey Ullman Show (The Tracey Ullman Show, Fernsehserie, zwei Folgen)
- 1988: Eine schrecklich nette Familie (Married with Children, Fernsehserie, eine Folge)
- 1988: Liberace – Ein Mann und seine Musik (Liberace, Fernsehfilm)
- 1989: Laser Mission
- 1989–1990: Harrys wundersames Strafgericht (Night Court, Fernsehserie, 3 Folgen)
- 1990: The Outsiders (Fernsehserie, eine Folge)
- 1990: Heißes Erbe Las Vegas (Lucky Chances, Miniserie, 3 Folgen)
- 1990, 1992: Harrys Nest (Empty Nest, Fernsehserie, zwei Folgen)
- 1991: They Came from Outer Space (Fernsehserie, eine Folge)
- 1991: Paarweise glücklich (Married People, Fernsehserie, eine Folge)
- 1991: Tod im Spiegel (Shattered)
- 1991: Ein gesegnetes Team (Father Dowling Mysteries, Fernsehserie, eine Folge)
- 1992: The Jackie Thomas Show (Fernsehserie, eine Folge)
- 1992: Dick van Dyke: Das Mörderhaus (The House on Sycamore Street, Fernsehfilm)
- 1992: Rachel Gunn, Oberschwester (Rachel Gunn, R.N., Fernsehserie, zwei Folgen)
- 1992: Seinfeld (Fernsehserie, eine Folge)
- 1993: Palm Beach – Duo (Silk Stalkings, Fernsehserie, eine Folge)
- 1994: Renegade – Gnadenlose Jagd (Renegade, Fernsehserie, eine Folge)
- 1995: Dillinger und Capone (Dillinger and Capone)
- 1996: Wer ist hier der Cop? (Hudson Street, Fernsehserie, eine Folge)
- 1996: Profiler (Fernsehserie, eine Folge)
- 1997: Total Security (Fernsehserie, eine Folge)
- 1998: Star Trek: Deep Space Nine (Fernsehserie, eine Folge)
- 1999: Chicago Hope – Endstation Hoffnung (ER, Fernsehserie, eine Folge)
- 1999: Shasta McNasty (Fernsehserie, eine Folge)
- 2000: Diagnose: Mord (Diagnosis Murder, Fernsehserie, eine Folge)
- 2000: Party of Five (Fernsehserie, eine Folge)
- 2000: Yup Yup Man
- 2000: Star Trek: Raumschiff Voyager (Star Trek: Voyager, Fernsehserie, eine Folge)
- 2002: Providence (Fernsehserie, eine Folge)
- 2003: Practice – Die Anwälte (The Practice, Fernsehserie, zwei Folgen)